# Ribeirópolis
Ribeirópolis est une municipalité brésilienne située dans l'État du Sergipe.

## Personnalités liées
- Otaviano Canuto, économiste y est né en 1956